# Towne Hall Follies
Towne Hall Follies est un court métrage de la série Oswald le lapin chanceux, produit par le studio Robert Winkler Productions et sorti le 3 juin 1935. Il s'agit du premier court-métrage réalisé par Tex Avery.

## Fiche technique
- Titre  : Towne Hall Follies
- Série : Oswald le lapin chanceux
- Réalisateur : Walter Lantz, Tex Avery (non crédité)
- Scénario : Walter Lantz
- Animateur : Ray Abrams, Tex Avery, Cecil Surry
- Producteur : Walter Lantz
- Production : Walter Lantz Productions
- Distributeur : Universal Pictures
- Date de sortie : 3 juin 1935[1]
- Musique: James Dietrich
- Format d'image : Noir et Blanc
- Langue : (en)
- Pays de production :  États-Unis